# Miquel Iceta
Miquel Octavi Iceta i Llorens, né le 17 août 1960 à Barcelone, est un homme politique espagnol membre du Parti des socialistes de Catalogne (PSC).
Député au Parlement de Catalogne depuis 1999 et premier secrétaire du PSC depuis 2014, il est nommé ministre de la Politique territoriale et de la Fonction publique en janvier 2021. Il devient ministre de la Culture et des Sports en juillet suivant.

## Biographie

### Débuts en politique
À 17 ans, il rejoint le Parti socialiste populaire (PSP), fondé par Enrique Tierno Galván. Il rejoint en 1978 la Jeunesse socialiste catalane (JSC), mouvement de jeunesse de la fédération du Parti socialiste ouvrier espagnol (PSOE) en Catalogne. Parallèlement, il étudie les sciences chimiques et les sciences économiques à l'université autonome de Barcelone (UAB).

### Une ascension rapide
Ayant rejoint en 1984 la commission exécutive du Parti des socialistes de Catalogne (PSC), il se présente trois ans plus tard aux élections municipales dans la ville de Cornellà de Llobregat, sur la liste du maire socialiste sortant José Montilla. Il est élu au conseil municipal et n'accomplit qu'un seul mandat de quatre ans.

### Conseiller à la présidence du gouvernement
Il est nommé directeur du département des Analyses du cabinet de la présidence du gouvernement par décret royal le 31 juillet 1993, à l'âge de seulement 32 ans. Il travaille alors sous l'autorité du vice-président du gouvernement Narcís Serra. Le 14 octobre 1995, il est promu sous-directeur du cabinet de la présidence, avec le rang administratif de sous-secrétaire.

### Député au Congrès
À l'approche des élections législatives anticipées du 3 mars 1996, le PSC l'investit en septième position sur la liste de la province de Barcelone. Cela lui permet d'être élu au Congrès des députés. Il est ensuite nommé deuxième secrétaire de la commission de contrôle parlementaire de la Radio Televisión Española (RTVE), tout en siégeant à la commission de l'Industrie, de l'Énergie et du Tourisme. Il la quitte en 1997 pour intégrer la commission du Régime des administrations publiques.

### Député au Parlement catalan
Pour les élections régionales catalanes du 17 octobre 1999, il se présente en douzième position sur la liste du PSC dans la province de Barcelone. Durant la campagne, il fait publiquement son coming-out. Élu député au Parlement de Catalogne, il est contraint de renoncer à son mandat national, et devient porte-parole adjoint du groupe socialiste. À la suite des élections régionales du 16 novembre 2003, au cours desquelles il est remonté en sixième position à Barcelone, il est nommé porte-parole du groupe parlementaire, tandis que le PSC arrive au pouvoir après vingt-trois ans dans l'opposition.
Lors du congrès des socialistes catalans de juillet 2004, il est porté au poste nouvellement créé de vice-premier secrétaire. Il est reconduit dans ses fonctions de porte-parole parlementaire après les scrutins du 1er novembre 2006 et du 28 novembre 2010, étant à chaque fois élu en cinquième position.

### Premier secrétaire du PSC
Membre de la commission exécutive fédérale du PSOE entre juillet 2008 et février 2012, il quitte son poste dans l'exécutif du PSC en décembre 2011, avec l'élection du nouveau premier secrétaire Pere Navarro. Aux élections régionales du 25 novembre 2012, il est rétrogradé en onzième place dans la province de Barcelone ; après le scrutin, il perd ses fonctions parlementaires mais prend le poste de premier secrétaire du bureau du Parlement.
Malgré le fait qu'il soit placé en seconde ligne de la vie politique, il décide de se présenter à la direction du PSC à la suite de la démission de Navarro, le 11 juin 2014. Lors du vote consultatif des militants le 13 juillet, seul candidat en lice, il remporte 85 % des suffrages exprimés. Lors du congrès organisé le 19 juillet, il forme une commission exécutive de 45 membres, dont le maire de Lérida Àngel Ros comme président et la députée Núria Parlon, maire de Santa Coloma de Gramenet, en tant que vice-première secrétaire.
En première position sur la liste du Parti des socialistes de Catalogne dans la province de Barcelone, Miquel Iceta est réélu au Parlement de Catalogne le 27 septembre 2015, le PSC totalisant 16 parlementaires.

### Échec à présider le Sénat
Le 8 mai 2019, peu après la tenue des élections générales anticipées, la direction du PSOE propose à Miquel Iceta de devenir président du Sénat, les socialistes disposant désormais de la majorité absolue des sièges à la chambre haute des Cortes Generales. N'ayant pas été élu au suffrage universel direct, il est prévu qu'il soit désigné sénateur par Parlement de Catalogne après la démission de José Montilla. Les partis indépendantistes catalans — qui avaient signifié publiquement leurs intentions — votent contre son élection lors de la séance plénière du 16 mai, rompant une coutume parlementaire vieille de quarante années,.
À la suite de la répétition électorale du 10 novembre 2019, Pedro Sánchez lui propose deux semaines plus tard d'intégrer son futur gouvernement en qualité de ministre des Affaires étrangères, en remplacement de Josep Borrell, également Catalan mais destiné à diriger la diplomatie de l'Union européenne. Miquel Iceta décline cependant l'offre du président du gouvernement, disant vouloir se concentrer sur la conquête de la présidence de la Généralité.